# Grjóþólatindur
Grjóþólatindur är en bergstopp i republiken Island. Den ligger i regionen Austurland, 400 km öster om huvudstaden Reykjavík. Toppen på Grjóþólatindur är 634 meter över havet.
Närmaste större samhälle är Djúpivogur, nära Grjóþólatindur.